# Oissel-sur-Seine

Oissel este o comună în departamentul Seine-Maritime, Franța. În 1 ianuarie 2022 avea o populație de 12.287 de locuitori.